# Nanjing
Nanjing (chinesisch 南京, Pinyin Nánjīngⓘ – „Südliche Hauptstadt“) ist eine bezirksfreie Stadt im Osten der Volksrepublik China und hat die Kurzbezeichnung Ning (寧 / 宁,  Níng – „Friede, Ruhe“). Neben der heutzutage üblichen Benennung nach der offiziellen Pinyin-Umschrift „Nanjing“ ist die ältere deutsche Form nach Stange Nanking heute vielfach noch zu sehen. Nanjing ist Hauptstadt und Metropole der 1667 gegründeten Provinz Jiangsu und eine der in ganz China 15 provinzunmittelbaren Städte.
Nanjing hat im Laufe der Zeit eine Vielzahl von Namen erhalten. Eine der vielen alten Bezeichnungen Nanjings lautet beispielsweise Jinling (金陵,  Jīnlíng – „goldener Hügel“) oder Shicheng (石城,  Shíchéng – „Steinburg, Felsenstadt“). Die Stadt war am Ende des 14. und Anfang des 15. Jahrhunderts historische Hauptstadt der Ming-Dynastie sowie von 1927 bis 1949 Hauptstadt der Republik China. Sie gehört damit zu den vier großen historischen Hauptstädten Chinas. Während der Taiping-Rebellion war sie zudem Hauptstadt des ausgerufenen Himmlischen Königreiches, nachdem die Rebellen die Stadt belagert und erobert hatten.
Nanjing ist ein politisch kulturelles Zentrum Chinas mit einer langen Geschichte. Daher hat Nanjing im Chinesischen auch die Bezeichnung „Antikes Kapitol der sechs Dynastien“ (六朝古都,  Liù Cháo Gǔdū) bzw. „Metropole der zehn Dynastien“ (十朝都會 / 十朝都会,  Shí Cháo Dūhuì). Nanjing zählt 6.500.000 Einwohner im urbanen Stadtgebiet (Stand: Ende 2018) und 9.314.685 in der Agglomeration (Stand: Zensus 2020).

## Geographie und administrative Gliederung
Nanjing liegt im Osten der Volksrepublik am Beginn des Jangtsekiang-Deltas. Die Stadt erstreckt sich beiderseits des hier nach Osten abknickenden Stroms, wobei das Zentrum vollständig auf dem rechten Flussufer liegt. Wegen der enormen Breite des Jangtsekiang befand sich auf dem gesamten Stadtgebiet vor 2000 nur eine einzige Brücke, die aber immer noch zu den strategisch wichtigsten Verkehrswegen des Landes zählt. Bis 2010 wurden weitere drei neue Brücken fertig gebaut. Im Zusammenhang mit den Baumaßnahmen zu den Olympischen Jugend-Sommerspielen 2014 kam es zusätzlich zum Ausbau einer U-Bahn-Strecke am Jangtsekiang. In zahlreichen Windungen mäandriert der schmale Qinhuai-Fluss durch die Stadt. Daneben gibt es zahlreiche natürliche und künstliche Seen unterschiedlicher Größe. Im Osten erstreckt sich das Landschaftsschutzgebiet der vergleichsweise niedrigen Purpurberge.
Nanjing setzt sich aus elf Stadtbezirken zusammen:
- Stadtbezirk Xuanwu (玄武區 / 玄武区), 75,17 km², 651.957 Einwohner (2010);
- Stadtbezirk Qinhuai (秦淮區 / 秦淮区), 49,15 km², 1.007.916 Einwohner (2010);
- Stadtbezirk Jianye (建鄴區 / 建邺区), 82,66 km², 427.089 Einwohner (2010);
- Stadtbezirk Gulou (鼓樓區 / 鼓楼区), 53,07 km², 1.271.191 Einwohner (2010);
- Stadtbezirk Pukou (浦口區 / 浦口区), 912,3 km², 710.298 Einwohner (2010);
- Stadtbezirk Luhe (六合區 / 六合区), 1.467 km², 915.625 Einwohner (2010);
- Stadtbezirk Qixia (棲霞區 / 栖霞区), 376,1 km², 644.295 Einwohner (2010);
- Stadtbezirk Yuhuatai (雨花台區 / 雨花台区), 134,6 km², 391.293 Einwohner (2010);
- Stadtbezirk Jiangning (江寧區 / 江宁区), 1.573 km², 1.145.628 Einwohner (2010);
- Stadtbezirk Lishui (溧水區 / 溧水区), 1.067 km², 421.323 Einwohner (2010);
- Stadtbezirk Gaochun (高淳區 / 高淳区), 792 km², 417.129 Einwohner (2010),
Hauptort: Großgemeinde Chunxi (淳溪鎮 / 淳溪镇).

## Klima
|                       | Jan  | Feb | Mär  | Apr  | Mai  | Jun  | Jul  | Aug  | Sep  | Okt  | Nov  | Dez |   |      |
| Mittl. Tagesmax. (°C) | 6,8  | 8,6 | 13,4 | 20,0 | 25,0 | 29,2 | 32,2 | 32,4 | 27,3 | 22,3 | 15,9 | 9,7 | ⌀ | 20,3 |
| Mittl. Tagesmin. (°C) | −1,6 | 0,1 | 4,4  | 10,4 | 15,6 | 20,5 | 24,7 | 24,3 | 19,1 | 12,5 | 6,3  | 0,4 | ⌀ | 11,4 |
|                       |      |     |      |      |      |      |      |      |      |      |      |     |   |      |
| Niederschlag (mm)     | 31   | 50  | 73   | 94   | 100  | 167  | 184  | 113  | 96   | 46   | 48   | 29  | Σ | 1031 |
|                       |      |     |      |      |      |      |      |      |      |      |      |     |   |      |
| Sonnenstunden (h/d)   | 4,8  | 4,7 | 4,9  | 5,7  | 6,3  | 6,7  | 7,3  | 7,9  | 5,9  | 5,9  | 5,3  | 5,1 | ⌀ | 5,9  |
|                       |      |     |      |      |      |      |      |      |      |      |      |     |   |      |
| Regentage (d)         | 8    | 7   | 6    | 9    | 7    | 8    | 8    | 8    | 5    | 3    | 4    | 8   | Σ | 81   |
|                       |      |     |      |      |      |      |      |      |      |      |      |     |   |      |
| Luftfeuchtigkeit (%)  | 73   | 75  | 74   | 75   | 75   | 77   | 81   | 80   | 80   | 76   | 76   | 75  | ⌀ | 76,4 |

| −1,6 |

| 0,1 |

| 4,4 |

| 10,4 |

| 15,6 |

| 20,5 |

| 24,7 |

| 24,3 |

| 19,1 |

| 12,5 |

| 6,3 |

| 0,4 |

| −1,6 |

| 0,1 |

| 4,4 |

| 10,4 |

| 15,6 |

| 20,5 |

| 24,7 |

| 24,3 |

| 19,1 |

| 12,5 |

| 6,3 |

| 0,4 |

Nanjing hat ein subtropisches Monsunklima mit vier ausgeprägten Jahreszeiten und gehört neben den Städten Wuhan und Chongqing zu den drei sogenannten „Hochöfen am Jangtsekiang“. Die Sommer sind heiß und feucht bei Monatsdurchschnittstemperaturen bis zu 28 °C (Tagestemperaturen bis maximal 43 °C) und Luftfeuchtigkeit bis zu 81 %; die Winter sind kalt mit Monatsdurchschnittstemperaturen von 2 °C. Alle 12 Monate sind humid. Die beste Reisezeit ist der Herbst (September bis November).

## Bevölkerung
| Jahr | Einwohner (Mio.) | Natürl. Wachstum (%) |
| ---- | ---------------- | -------------------- |
| 1949 | 2,5670           | 13,09                |
| 1950 | 2,5670           | 15,64                |
| 1955 | 2,8034           | 19,94                |
| 1960 | 3,2259           | 0,23                 |
| 1965 | 3,4529           | 25,58                |
| 1970 | 3,6053           | 20,76                |
| 1975 | 3,9299           | 9,53                 |
| 1978 | 4,1238           | 8,84                 |
| 1980 | 4,3587           | 8,08                 |
| 1985 | 4,6577           | 4,56                 |

| Jahr | Einwohner (Mio.) | Natürl. Wachstum (%) |
| ---- | ---------------- | -------------------- |
| 1990 | 5,0182           | 9,18                 |
| 1995 | 5,2172           | 2,62                 |
| 1996 | 5,2543           | 2,63                 |
| 1997 | 5,2982           | 2,16                 |
| 1998 | 5,3231           | 1,00                 |
| 1999 | 5,3744           | 2,01                 |
| 2000 | 5,4489           | 2,48                 |
| 2001 | 5,5304           | 1,60                 |
| 2002 | 5,6328           | 0,70                 |
| 2003 | 5,7223           | −0,60                |

Nach der fünften chinesischen Volkszählung erreichte die Gesamtbevölkerung der Stadt Nanjing im Jahr 2000 den Wert von 6,24 Millionen. Die Geburtenrate lag bei 7,73 %, die Mortalitätsrate bei 5,44 %. 2004 heirateten 47.429 Paare, während sich 7.036 scheiden ließen. Unter den Heiratenden befanden sich 10.473 Personen, die bereits einmal verheiratet waren.
Wie in den meisten Städten Ostchinas besteht auch die Bevölkerung Nanjings zu einem sehr hohen Anteil (98,56 %) aus Han. 77.394 Einwohner Nanjings gehören einer der 50 in der Stadt vertretenen Minderheiten an; die größten Anteile davon entfallen auf die Hui (64.832), die Mandschu (2.311) sowie die Zhuang (533). Die meisten Minderheitsangehörigen leben im Stadtbezirk Jianye und stellen dort 9,13 % der Bevölkerung.
2003 betrug der Geschlechterproporz in der Stadt 106,49 Männer auf 100 Frauen.
2004 betrug das Bruttosozialprodukt der Stadt 191 Mio. Yuan und lag damit in der Provinz Jiangsu auf dem dritten Platz. Pro Kopf betrug es 33.050 Yuan, was gegenüber 2003 eine Steigerung von 15 % darstellt. Die Arbeitslosenquote lag mit 4,03 % leicht unter dem nationalen Durchschnitt von 4,2 %.

## Geschichte
Die Region um Nanjing war bereits vor mehreren hunderttausend Jahren von Individuen des Homo erectus besiedelt, wovon die fossilen Schädel aus der Fundstätte Huludong Zeugnis ablegen.

### Bis 1368
Nanjing gehört zu den ältesten Städten Südchinas. Der Legende nach hat Fu Chai (夫差,  Fuchāi), der Herrscher von Wu, auf dem Gebiet des heutigen Nanjing bereits 495 v. Chr. eine Stadt namens Yecheng (冶城,  Yěchéng) erbaut. 473 v. Chr. soll aber der Staat Yue Wu erobert und in der Nähe des heutigen Zhonghua-Tors (中華門 / 中华门,  Zhōnghuámén – „Chinator“) die Stadt Yuecheng (越城,  Yuèchéng) errichtet haben. 333 v. Chr. schließlich, nach dem Untergang des Yue-Staats, baute der Staat Chu im Nordwesten des heutigen Nanjing die Stadt Jinling Yi (金陵邑,  Jīnlíng-yì). Seit damals hat die Stadt zahlreiche Zerstörungen und Wiederaufbaumaßnahmen erlebt.
Erstmals Hauptstadt wurde Nanjing 229 n. Chr., als Sun Quan von Wu während der Zeit der Drei Reiche seine Residenz nach Jianye (建鄴 / 建邺,  Jiànyè) verlegte, eine Stadt am Fuße von Jinling Yi. Nach der Invasion der Fünf Hu floh der Adel der Jin-Dynastie über den Yangzi und machte Nanjing unter dem Namen Jiankang (建康,  Jiànkāng) erneut zur Hauptstadt. Sie verlor diesen Status erst wieder unter der China vereinigenden Sui-Dynastie.
Einen Aufschwung erlebten Nanjing und insbesondere seine Industrie dann wieder unter den Tang und Song. Zur Zeit der Yuan-Dynastie (Mongolenherrschaft) wurde die Stadt zu einem Zentrum der Textilfertigung.

### Ming-Dynastie

Ming-Kaiser Hongwu

Der erste Ming-Kaiser Hongwu erhob Nanjing 1368 erneut zur Hauptstadt Chinas und gab ihr den Namen Yingtian (應天 / 应天,  Yīngtiān, genauer: 應天府 / 应天府,  Yīngtiān Fǔ). In 21 Jahren bauten ca. 200.000 Arbeiter Nanjing zur größten Stadt der damaligen Welt mit einer geschätzten Einwohnerzahl von einer Million aus. Aus dieser Zeit datiert die heute noch weitgehend erhaltene Stadtmauer sowie die Überreste des Kaiserpalastes der Ming, die Verbotene Stadt von Nanjing. Die Stadt erreichte damals erheblichen Wohlstand. Neben der traditionellen Textilindustrie konnten sich nunmehr auch Druckereiwesen und Schiffbau etablieren; Nanjing war damals Werftstadt für die größten Segelschiffe des Mittelalters und Heimathafen der Schatzflotte des Admirals Zheng He. Von hier aus gingen seine Reisen nach Indien, Arabien und Afrika. Nachdem Kaiser Yongle die Hauptstadt 1421 nach Peking („Nördliche Hauptstadt“) verlegt hatte, gab er Yingtian erstmals ihren heutigen Namen Nanjing, was mit „Südliche Hauptstadt“ übersetzt werden kann.

### Qing-Dynastie

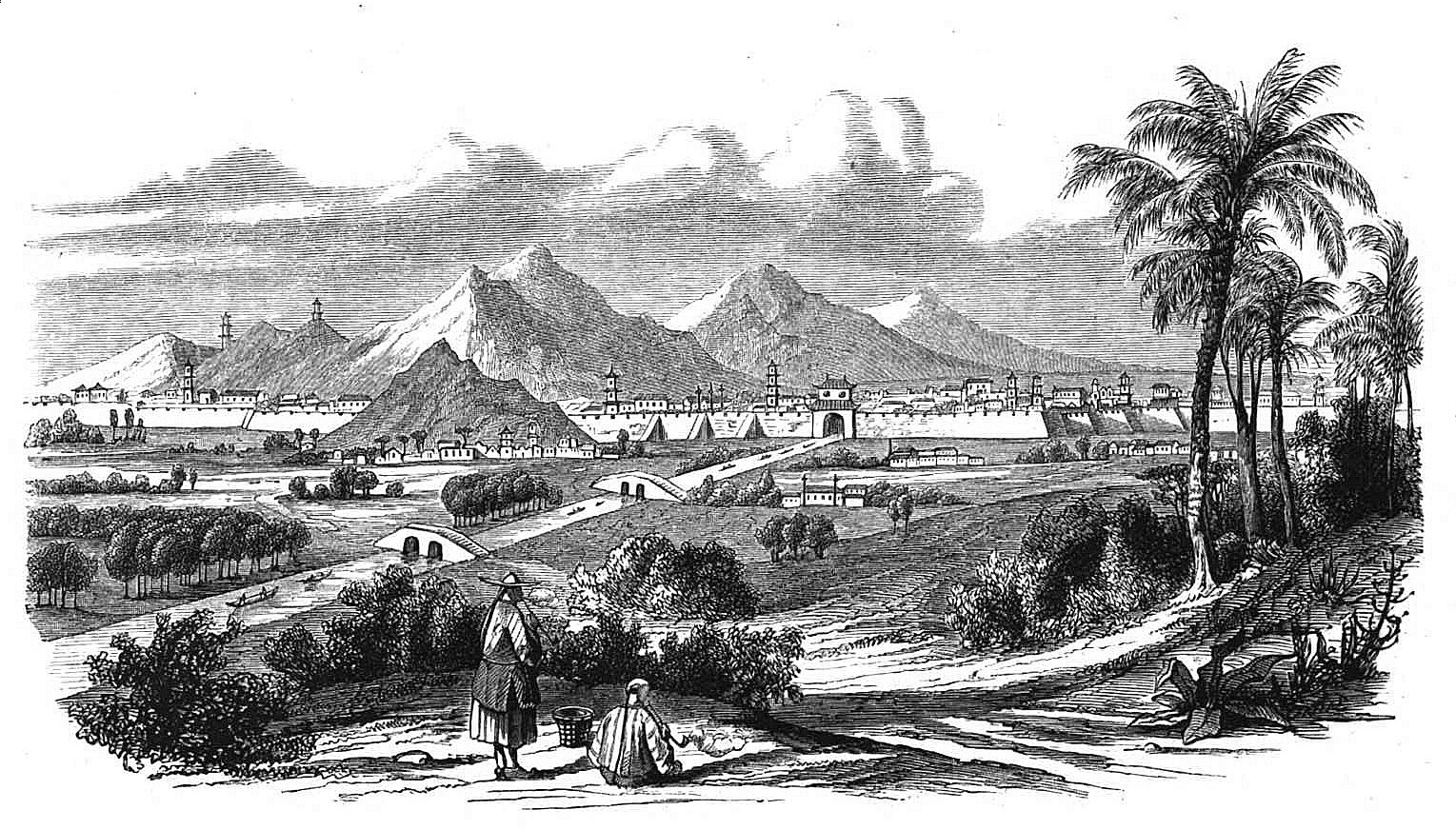
Nanking (1853)

Während der Qing-Dynastie trug die Stadt den Namen Jiangning (江寧 / 江宁,  Jiāngníng) und diente als Regierungssitz des Vizekönigs von Liangjiang.
Nanjing ist der historische Schauplatz der (erzwungenen) Öffnung des „Reiches der Mitte“ zum Westen mit dem Vertrag von Nanjing (1842), der den Niedergang Chinas einläutete. Unter dem Namen Tianjing (天京,  Tiānjīng – „Himmelshauptstadt“) war sie Mitte des 19. Jahrhunderts Zentrum des Taiping-Aufstands.
Während des Taiping-Aufstands war Nanjing, nach der Eroberung durch die Rebellen 1853, elf Jahre die Hauptstadt der Aufstandsbewegung gegen die Qing-Dynastie. Bei der Eroberung der Stadt verübten die Taiping ein Massaker an der Mandschubevölkerung in der Stadt. 1864 wurde die Stadt von der Hunan-Armee unter Zeng Guoquan wieder für die Qing in Besitz genommen. Die städtischen Eliten waren vor den Taiping geflohen und die Qing-Truppen richteten unter der Zivilbevölkerung ein Massaker bei ihrer Eroberung an. Nach dem Ende des Aufstands lebte nur noch rund jeder zehnte Einwohner der Vorkriegszeit noch in der Stadt. Diese wurde durch die Kampfhandlungen in weiten Teilen zerstört. Den Wiederaufbau leiteten, in ihrem Amt als Vizekönige von Liangjiang, der Gründer der Hunan-Armee Zeng Guofan und sein Gefolgsmann Li Hongzhang.

### Erste Republik
1912 stieg Nanjing unter der Führung von Sun Yat-sens ein weiteres Mal zur chinesischen Hauptstadt auf. Noch heute befindet sich sein Mausoleum in den Purpurbergen im Osten der Stadt. 1915 verlegte Yuan Shikai den Regierungssitz zurück nach Peking. Im Zuge der Chinesischen Wiedervereinigung gründete die Kuomintang 1928 eine neue Nationalregierung in Nanjing. Der Zeitraum 1928–1937 wird auch als Nanjing-Dekade bezeichnet.
Der damit verbundene Zuzug wohlhabender Schichten sorgte für eine Belebung der Konjunktur und des Konsums. Es entstand eine ganze Reihe von Kaufhäusern wie etwa das Zhongyang Shangchang. 1933 überflügelte die Wertschöpfung der Lebensmittel- und Unterhaltungsbranche erstmals die der traditionellen Industrie und der Landwirtschaft. Ein Drittel der Stadtbevölkerung arbeitete bereits im Dienstleistungssektor.
Während des Zweiten Japanisch-Chinesischen Krieges wurde Nanjing vom 9. Dezember 1937 an belagert. Die chinesischen Truppen verweigerten sich der geforderten Kapitulation. Daraufhin eröffnete die japanische Armee eine massive Offensive und drängte bis zum 12. Dezember die chinesischen Truppen aus der Stadt auf die andere Uferseite des Jangtsekiang. Bei der Belagerung der Stadt kam es zum Panay-Vorfall, bei dem das Schiff USS Panay, mit dem in Nanjing lebende US-Bürger flussaufwärts evakuiert werden sollten, von japanischen Fliegern versenkt wurde. Der Vorfall brachte diplomatische Spannungen zwischen Japan und den USA und führte zu einer nachhaltigen Veränderung des Japanbildes in den Vereinigten Staaten, obwohl sich Japan offiziell für die Versenkung entschuldigte.
Am 13. Dezember 1937 besetzten japanische Divisionen die Stadt und verübten an der Zivilbevölkerung das Massaker von Nanjing. Über das Ausmaß des Massakers wird bis heute gestritten; laut den Tokioter Prozessen wurden mindestens 200.000 Zivilisten und Kriegsgefangene ermordet und rund 20.000 Mädchen und Frauen vergewaltigt. Die von Japan 1940 installierte Neuorganisierte Regierung der Republik China hatte ihren Sitz in Nanjing.

### Volksrepublik
Nach dem von den chinesischen Kommunisten (KPCh) gewonnenen Bürgerkrieg verlor Nanjing 1949 erneut seinen Status als Hauptstadt an Peking. Gleichwohl betrachtete zeitweise die Republik China (Taiwan) die Yangzi-Metropole weiterhin als offizielle Hauptstadt Chinas, während Taipei nur als provisorische Hauptstadt galt.
Im Zuge der forcierten Industrialisierung in den 1950er Jahren breitete sich systematisch die staatliche Schwerindustrie aus. Die Ansiedlung von Elektro-, Chemie-, Stahl- und Maschinenbetrieben sollte nachhaltig das Gesicht der Stadt verändern. Die übertriebene Begeisterung für den Aufbau einer „Weltklasse-Industrie“ führte aber auch zu gravierenden Fehlentscheidungen, die in starkem Maße zur wirtschaftlichen Rezession Ende der 1960er Jahre beitrugen. Ein Beispiel hierfür ist etwa die Investition von hunderten von Millionen Yuan in die Förderung nicht-existenter Kohlevorkommen.

## Politik
Der vollständige Name der Regierung von Nanjing ist „Volksregierung der Stadt Nanjing“. Die Stadt wird unter der Einparteienherrschaft der KPCh regiert, mit dem kommunistischen Sekretär von Nanjing als De-facto-Gouverneur der Stadt und Bürgermeister.

## Wirtschaft

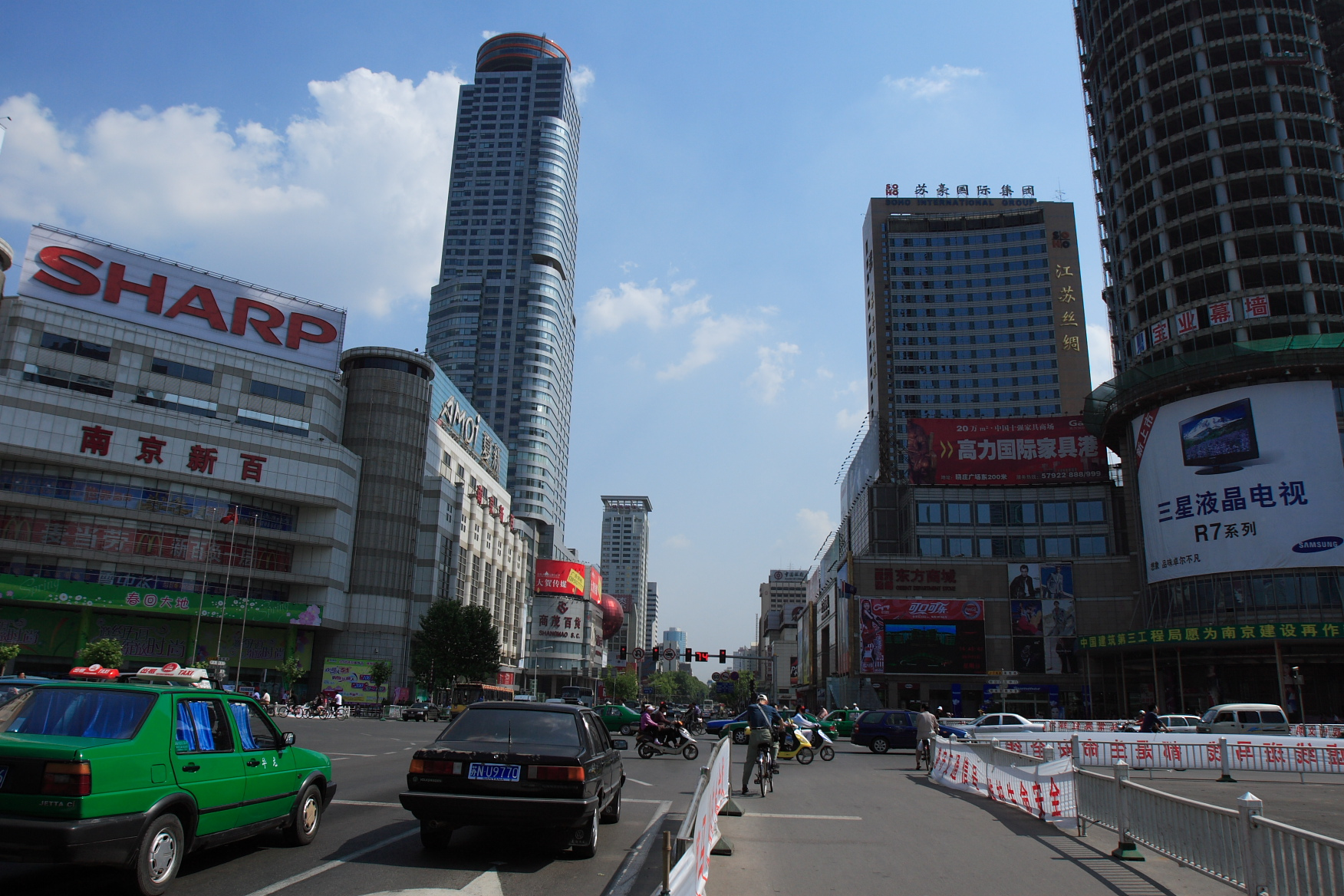
Straßenkreuzung in Nanjing – Nanjing Xin Jie 南京新街, 2006

Laut einer Studie aus dem Jahr 2014 erwirtschafte der Großraum Nanjing ein Bruttoinlandsprodukt von 202,7 Milliarden US-Dollar (KKB). In der Rangliste der wirtschaftsstärksten Metropolregionen weltweit belegte er damit den 55. Platz. Das BIP pro Kopf lag bei 31.434 US-Dollar (Kaufkraftparität), womit Nanjing zu den wohlhabendsten Städten des Landes gehört.
Die Industrielandschaft Nanjings ist weiterhin von den fünf Schlüsselindustrien Elektro, Fahrzeugbau, Petrochemie, Eisen/Stahl und Energie geprägt. Zu den bedeutendsten Staatsbetrieben zählen Panda Electronics, Jincheng Motors und Nanjing Steel. Gleichwohl gewann der Tertiärsektor erheblich an Bedeutung zurück; heute trägt er 44 % zum Bruttosozialprodukt der Stadt bei.
Mit den anderen Städten des Jangtsekiang-Deltas konkurriert Nanjing um ausländische Investoren. Bisher haben sich etliche transnationale Unternehmen niedergelassen, zu nennen sind unter anderen
- Volkswagen
- Fiat
- Iveco
- BASF, über die BASF-YPC, ein seit 2005 aktives Joint Venture mit Sinopec
- Sharp
- BSH Hausgeräte GmbH, über die 1997 gegründete Tochtergesellschaft BSH Electrical Appliances (Jiangsu) Co., LTD.
- Bosch, über die Nanjing Huade Spark Plug Co., Ltd. ein Joint Venture mit der LD Group Nanjing zur Produktion von Zündkerzen.
- Phoenix Contact
- Coperion
- Lenzing
- LG Chem Nanjing, eröffnet 2015 und produziert dort Li-Ion Batterien für Consumer- und Automobilbranche[11]

Seit dem Beitritt Chinas zur Welthandelsorganisation (WTO) zieht Nanjing verstärktes Interesse auf sich. Im Schnitt gründen ausländische Firmen täglich zwei neue Niederlassungen in der Yangzi-Metropole.
Die Stadtverwaltung arbeitet weiterhin an einer Verbesserung der Attraktivität Nanjings für Investoren, unter anderem durch die Gründung von mittlerweile vier Industrieparks: Gaoxin, Xingang, Huagong und Jiangning. Trotz dieser Bemühungen fällt Nanjing aber weiter hinter Nachbarstädte wie Wuxi, Suzhou und Hangzhou zurück. Die traditionellen Staatsbetriebe indes sehen sich dem Wettbewerb mit den transnationalen Unternehmen nicht mehr gewachsen und versinken entweder in Überschuldung, gehen bankrott oder werden privatisiert.
In Nanjing befindet sich auch die Zentrale der Jiangsu Power Co.L.T.D. und Suning Home Appliances, dem zweitgrößten Elektroeinzelhändler Chinas.

## Verkehr

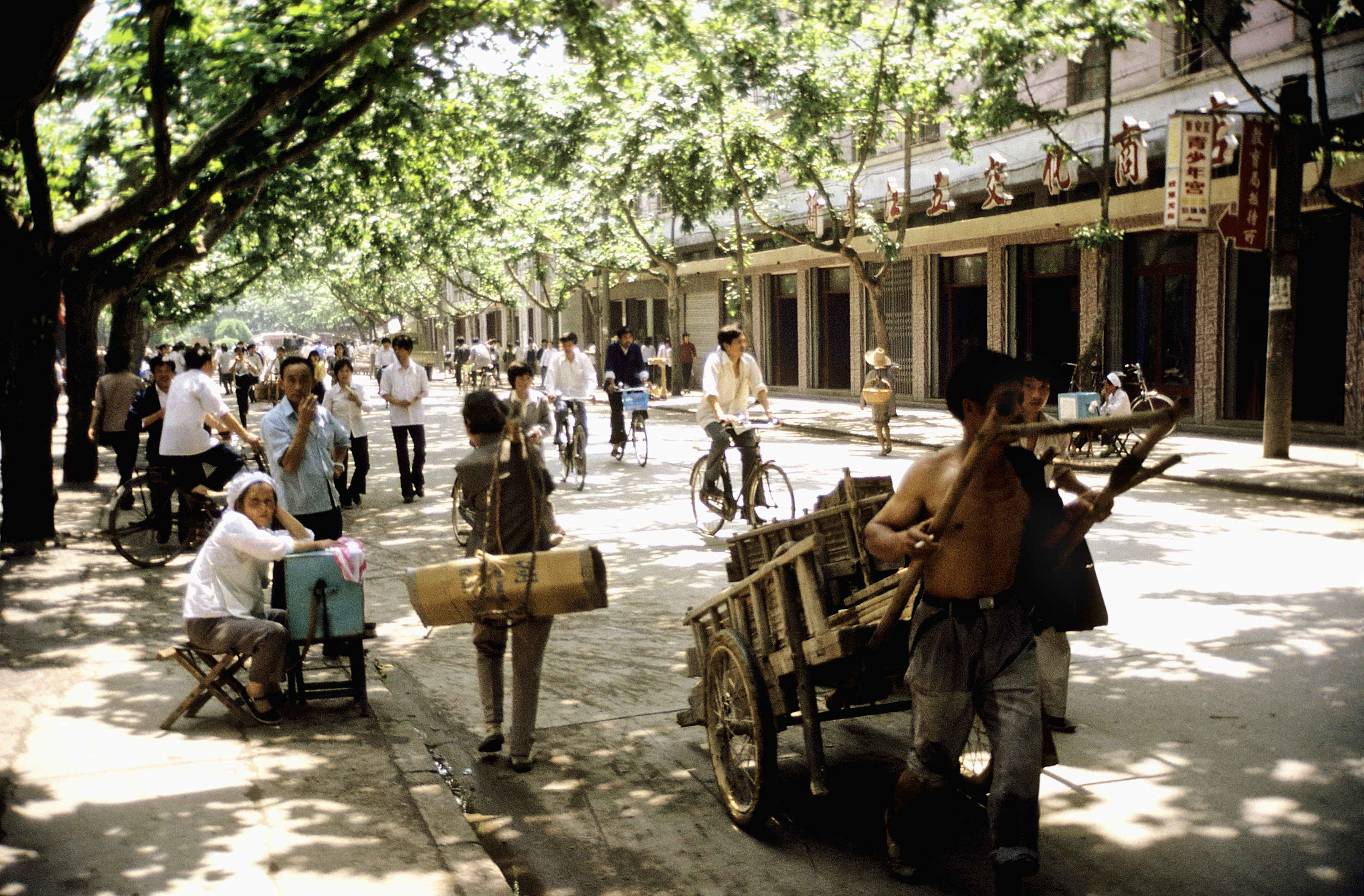
Stadtzentrum von Nanjing, noch im Mai 1987 gab es kaum Autoverkehr.

Nanjing gilt als die zentrale Verkehrsdrehscheibe des Jangtsekiang-Deltas und integriert alle gebräuchlichen Verkehrsmittel. Wie in allen chinesischen Städten spielt für den Großteil der Bevölkerung der Öffentliche Verkehr eine dominante Rolle.

### Straße

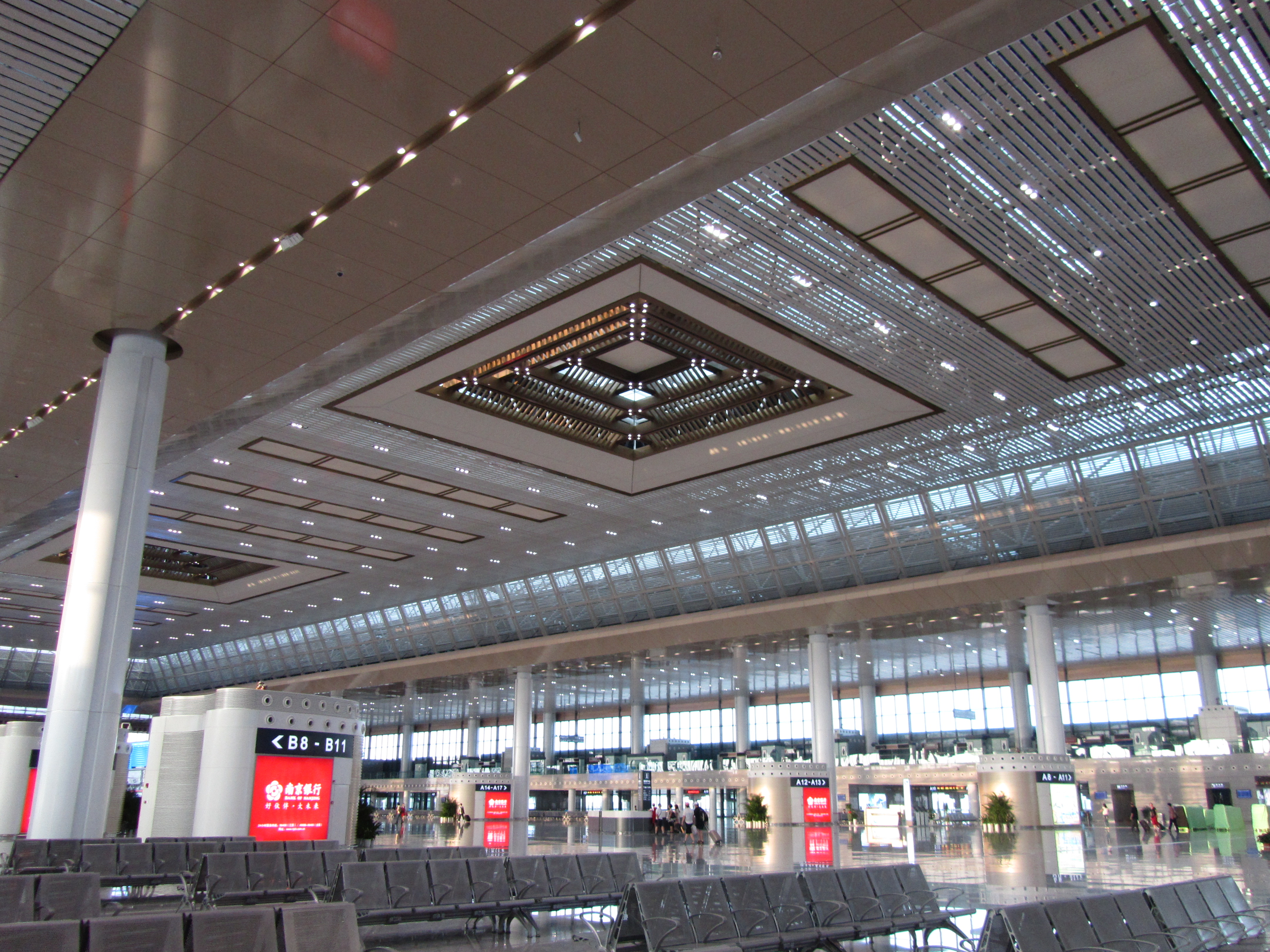
Wartehalle im Südbahnhof (2011)

Als Regionaldrehscheibe wird Nanjing von mehr als 60 Staats- und Provinzautobahnen erschlossen, die in alle Teile Chinas führen. Express Highways wie Hu-Ning, Ning-He, Ning-Hang bringen Pendler nach Shanghai, Hefei, Hangzhou und andere bedeutende Städte. Innerhalb der Stadt verlaufen 230 km Autobahnen, was einer Dichte von 3,38 km pro 100 km² entspricht. Bezogen auf alle Straßen liegt die Dichte bei 112,56 km pro 100 km².

### Eisenbahn
Bereits seit 1908 ist die Stadt durch die Shanghai-Nanking Railway mit Shanghai verbunden. Heute ist Nanjing ein wichtiger Eisenbahnknoten. Die wichtigsten Stammstrecken führen in Richtung Shanghai, Suzhou und Wuxi; über sie bestehen Direktverbindungen in zahlreiche Großstädte des Landes. Der Hauptbahnhof befindet sich nördlich des Xuanwu-Sees. Daneben gibt es am Yangzi-Ufer nahe der Brücke den Bahnhof Nanjing West und in der Nähe der Blumenregenterrasse den Bahnhof Nanjing Süd, welcher immer mehr an Bedeutung gewinnt und von dem die meisten Hochgeschwindigkeitszüge Richtung Shanghai, Wuhan und Peking abfahren. Etwas außerhalb der Stadt liegt der Ostbahnhof Nanjings. 2005 eröffnete die erste U-Bahn auf der Strecke vom Hauptbahnhof zur Olympiaanlage.

### Öffentlicher Personennahverkehr

#### Bus
Der öffentliche Busverkehr der Stadt wird von den Gesellschaften Nanjing Gongjiao, Zhongbei, Argos und Xincheng betrieben, die auf 170 Strecken alle Teile der Stadt inklusive der Vororte erschließen.

#### U-Bahn
Stand 2024 gibt es 10 U-Bahnlinien. Die erste Linie der U-Bahn Nanjing nahm ihren Betrieb am 15. Mai 2005 auf. Mit dem Ziel, bis zum Jahr 2050  ein 433 km langes U-Bahn-Netz zu schaffen, sind weitere Strecken geplant bzw. in Bau.

#### Straßenbahn
Stand 2024 gibt es 3 Linien, wobei 2014 die ersten zwei Linien der Straßenbahn Nanjing in Betrieb gingen. Die Straßenbahnzüge sind mit Primove Lithium-Ionen-Batterien von Bombardier ausgestattet, was es erlaubte, auf 90 % der Strecke auf die Oberleitung zu verzichten. Jeder Zug besitzt 2 solcher Batterien mit einer Speicherkapazität von 49 kWh.

### Luftverkehr
Nanjings Flughafen, der Flughafen Nanjing-Lukou, liegt dem Passagieraufkommen nach auf Platz 15 unter den 126 chinesischen Zivilflughäfen, beim Frachtaufkommen auf Platz 10. Derzeit bestehen 85 Verbindungen ins In- und Ausland,  solche nach Japan, Korea, Thailand, Singapur und nach Deutschland. Lufthansa bedient ab 31. März 2008 die Strecke von Frankfurt am Main aus dreimal wöchentlich mit einem Airbus A340-300 (Flugnummer LH780). Autobahnen führen nicht nur ins 35 km nach Norden entfernte Stadtzentrum, sondern auch direkt in Nachbarstädte.

### Wasserverkehr

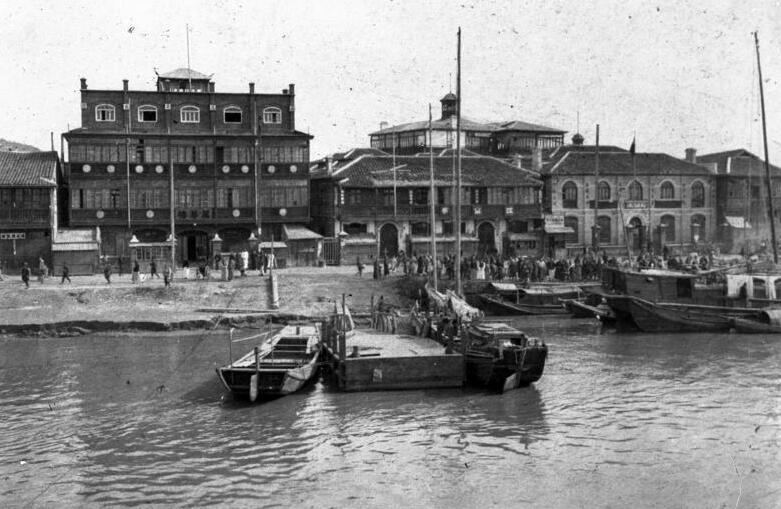
Historischer Hafen von Nanjing (1920)

Der Hafen von Nanjing ist der größte Binnenhafen Chinas mit einem Durchsatz von jährlich 66 Mio. Tonnen (2003). Das Hafengelände erstreckt sich über 98 km und verfügt über 64 Kais, von denen 16 Schiffe mit einer Tonnage von mehr als 10.000 Bruttoregistertonnen abgefertigt werden können. Nanjing ist auch der größte Containerhafen am Yangzi. Mit der Eröffnung der eine Million Container fassenden Longtan Containers Port Area im März 2004 bekräftige Nanjing seinen Anspruch als führender chinesischer Flusshafen. Da am Hafengelände gleich zwei große Raffinerien der großen chinesischen Ölveredeler liegen, gilt Nanjing auch als wichtiges Zentrum in der Ölbranche.

## Kultur
Traditionell verfügt die ehemalige Hauptstadt Nanjing über ein reiches Kulturleben.
In einer Rangliste der Städte nach ihrer Lebensqualität belegte Nanjing im Jahre 2018 den 140. Platz unter 231 untersuchten Städten weltweit. Im Vergleich mit anderen chinesischen Städten lag es hinter Shanghai (Platz 103), Peking und Guangzhou (beide Platz 109), Shenzhen (Platz 130), Chengdu (Platz 133) aber noch vor Chongqing (Platz 147) und Shenyang (Platz 157).

### Musik und Theater
In der Stadt sind mehrere Orchester ansässig, darunter das Jiangsu Symphonieorchester, das Chinesische Orchester der Stadt Nanjing, zwei Orchester der Universität, zwei des Kunstinstituts sowie eine Bläsergruppe der Technischen Universität.
Die meisten Theater der Stadt sind multifunktionell angelegt und können neben ihrem eigentlichen Zweck etwa auch als Kongresszentren, Kinos oder Konzertsäle genutzt werden. Zu den größten Häusern zählen die Volksversammlungshalle und das Kunst- und Kulturzentrum.
Im Theaterbetrieb werden die verschiedenen Formen der chinesischen Oper gepflegt. Das Kunqu-Opernhaus pflegt die gleichnamige Opernform, die als Chinas älteste gilt. Neben den wöchentlich stattfindenden Opernabenden gibt es mehrmals im Jahr sog. Vollopern, deren Aufführung wegen der Länge der klassischen Texte jeweils mehrere Abende in Anspruch nimmt. Ein Beispiel hierfür aus jüngster Zeit ist die sogar im Fernsehen übertragene Inszenierung des Päonienpavillon, ein weiteres das Weiße Seidenhemd, das den Staatspreis für die beste moderne Oper gewann. Andere Häuser widmen sich der Yang-, Yue-, Xi- und Jing-Oper, der Sprechtheaterform Suzhou Pingtan sowie dem Puppentheater. Die Stadt beherbergt das Peking-Oper-Institut der Provinz Jiangsu.
Berühmt sind auch die Qianxian- und die Nanjing-Tanzgruppe. 2004 wurde in Nanjing der Shangying-Warner Kinopalast eröffnet.

### Museen und Galerien

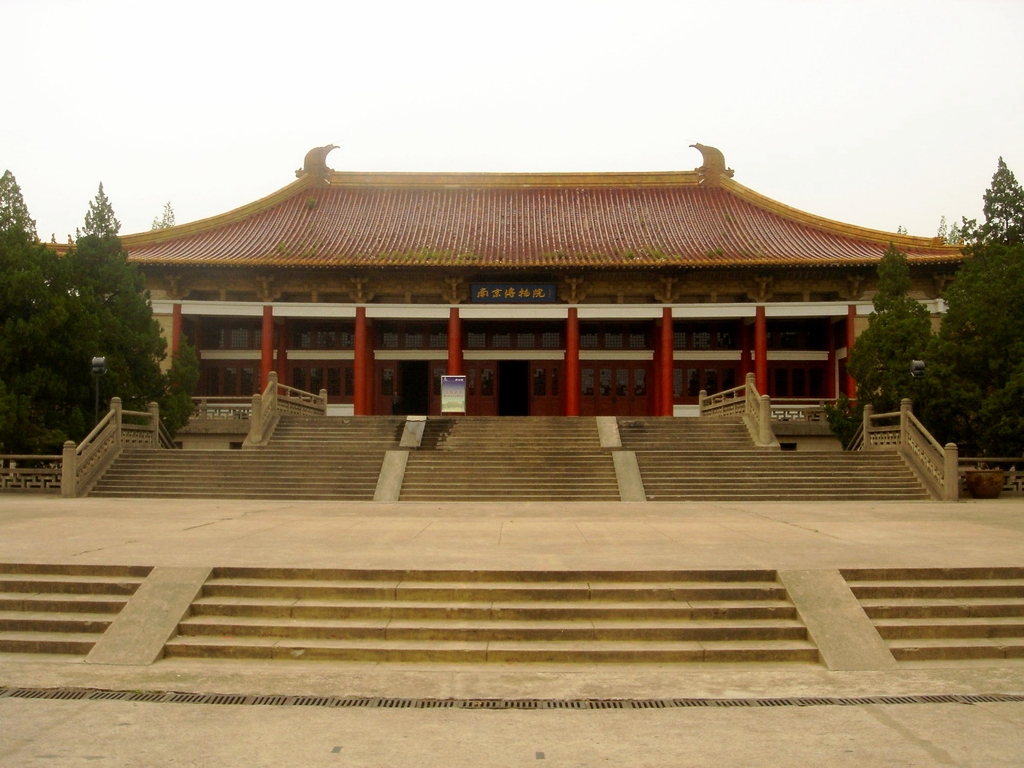
Das Nanjing-Museum (2006)

Das Nanjing-Museum, unter der Guomindang-Regierung als Nationales Zentralmuseum bekannt, gehört zu den bedeutendsten Museen Chinas. Es zeigt unter anderem klassische Bronzen, Ton- und Jadewaren, Tuschmalerei, Ming- und Qing-Porzellan und Seidenkunst.
Weiter sind das Stadtmuseum, das Museum der Geschichte des Taiping-Königreichs, das Volkskunde-, das Stadtmauer- sowie ein Geologisches und ein Paläontologisches Museum zu nennen.
Die Jiangsu Kunstgalerie ist die größte der gesamten Provinz und bietet einen umfassenden Einblick in die traditionelle wie zeitgenössische Malerei. Spezielleren Themen widmen sich der Kunstgarten Rote Kammer sowie die Jinling Steingalerie.
Das Sifang Art Museum präsentiert seit 2013 moderne Kunst.

### Bibliotheken
Die 1937 gegründete Nanjing-Bibliothek ist mit 7 Mio. Bänden die drittgrößte Bibliothek des Landes. Die Universitätsbibliothek umfasst 4,2 Mio. Bände. Daneben gibt es die städtische Jinling-Bibliothek sowie verschiedene Stadtbezirks-Bibliotheken.
In Nanjing befindet sich außerdem die drittgrößte deutschsprachige Bibliothek (nach Beijing und Shanghai) des chinesischen Festlandes.

### Festkalender
In alter Zeit gab es in der Stadt neben den allgemeinen chinesischen Festen eine Reihe lokaler Veranstaltungen: So pflegte man etwa am 16. Januar gemeinsam die Stadtmauer zu besteigen, am 3. März im Qingxi-Fluss zu baden oder am 9. September und an anderen speziellen Tagen in die Purpurberge zu wandern.
An ihre Stelle sind heute von der Regierung organisierte Veranstaltungen getreten. Das jährlich stattfindende Internationale Pflaumenblütenfest in den Pflaumenbergen etwa zieht tausende von Touristen aus dem In- und Ausland an. Weitere wichtige Events sind das Baima Pfirsichblüten- und Drachenfest, das Jiangxin Obstfest sowie das Osmanthusblütenfest im Linggu-Tempel.

### Nachtleben
Das Nachtleben der Stadt konzentriert sich traditionell um den Konfuziustempel und die Gegend am Qinhuai-Fluss, wo sich Restaurants, Kneipen und Nachtmärkte aneinanderreihen. Berühmt sind auch die nächtlichen Bootsfahrten auf dem Qinhuai. Vor der Machtübernahme durch die Kommunisten blühte hier auch die gehobene Prostitution. In den letzten Jahren entstanden mehrere riesige, bis spät nachts geöffnete Shopping-Malls insbesondere im Xinjiekou- Bezirk, an der Hunan-Straße sowie im neu angelegten Nanjing-1912-Bezirk. Auf der und um die Shanghai Lu gibt es viele Bars.

## Bildung

### Schulen
- Fremdsprachenschule Nanjing

### Universität Nanjing

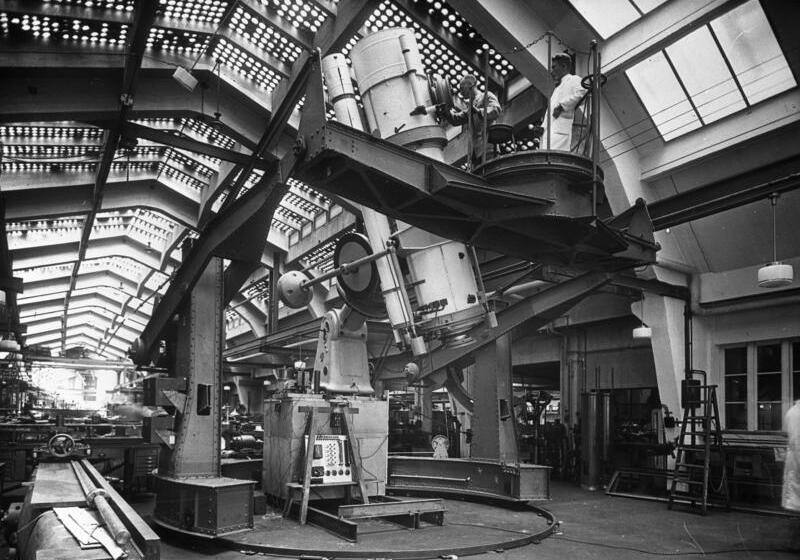
600 mm Zeiss-Spiegel-Teleskop der Sternwarte Nanking (1930)

Die Nanjing-Universität (南京大學 / 南京大学,  Nánjīng Dàxué; kurz: 南大,  Nándà) reicht in ihren Ursprüngen bis ins Jahr 258 zurück. 1902 wurde sie in eine moderne Hochschule umgewandelt. Seitdem hat sie vielfach eine Vorreiterrolle im chinesischen Bildungssystem eingenommen, etwa bei der Einführung der Koedukation wie auch der studentenzentrierter Lehrmethoden im Gegensatz zum traditionellen Frontalunterricht. Sie verfügt über Fakultäten für Architektur, Humanwissenschaften, Auslandsstudien, Naturwissenschaften, Chemie, Geowissenschaft, Technologie, Wirtschaftswissenschaft, Recht, Öffentliche Verwaltung, Politikwissenschaften, Journalismus, Medizin, Umwelt, Softwareentwicklung, Intensivbildung sowie Erziehung/Sport/Kunst. Spezielle Institute bieten darüber hinaus Ausbildungsgänge u. a. in Afrikanologie, Judaistik, Internationale Beziehungen, Anthropologie, Agrowissenschaft, Weltraumwissenschaft an.
Neben dem im Stadtzentrum gelegenen Gulou-Campus gibt es seit 1993 einen weiteren, den nach seinem Stadtbezirk benannten Pukou-Campus. Dort sind vor allem jüngere Studenten untergebracht. Zu den Ehrendoktoren der Universität Nanjing zählen u. a. François Mitterrand, George H. W. Bush, Bob Hawke, Boutros Ghali sowie Johannes Rau. Studiert hat dort u. a. der ehemalige Staatspräsident Jiang Zemin.

### Weitere Universitäten
Nanjing ist ferner Sitz weiterer staatlicher Hochschulen, nämlich der Universität Südostchinas (東南大學 / 东南大学,  Dongnan Dàxué), der Hohai-Universität (河海大學 / 河海大学,  Héhǎi Dàxué), die Pädagogische Universität Nanjing (南京師範大學 / 南京师范大学,  Nánjīng Shīfàn Dàxué), zweier technischer Hochschulen (理工大學 / 理工大学,  Lǐgōng Dàxué bzw. 工業大學 / 工业大学,  Gōngyè Dàxué), einer Finanz- und Wirtschaftsuniversität (財經大學 / 财经大学,  Cáijīng Dàxué), der Landwirtschaftlichen Universität Nanjing (南京農業大學 / 南京农业大学,  Nánjīng Nóngyè Dàxué), einer Kunsthochschule (藝術學院 / 艺术学院,  Yìshù Xuéyuàn), einer medizinischen Hochschule (醫科大學 / 医科大学,  Yīkē Dàxué), der Chinesischen Pharmahochschule (中國藥科大學 / 中国药科大学,  Zhōngguó Yàokē Dàxué) sowie der Universität für Luft- und Raumfahrt Nanjing (南京航空航天大學 / 南京航空航天大学,  Nánjīng Hángkōng Hángtiān Dàxué).

### Institute der Akademie der Wissenschaften
In Nanjing befinden sich mehrere Institute der Chinesischen Akademie der Wissenschaften. Dies sind neben der Zweigstelle der Akademie und dem Purple-Mountain-Observatorium die Institute für Astronomische Optik und Technologie mit einer angeschlossenen Fertigung von astronomischen Instrumenten, Geologie und Paläontologie, Bodenkunde und Geographie und Limnologie.

## Sport
In der Stadt befindet sich das 13.000 Zuschauer fassende Nanjing Olympic Sports Center Gym.
Im August 2014 fanden in Nanjing die 2. Jugendolympischen Spiele statt.

## Sehenswürdigkeiten

### Gedenkhalle für die Opfer des Massakers von Nanjing
Die Gedenkhalle für die Opfer des Massakers von Nanjing durch japanische Invasoren ist ein Museum zum Gedenken an die nach chinesischen Angaben mindestens 300.000 Opfer des Massakers von Nanjing durch die kaiserliche japanische Armee in und um die damalige chinesische Hauptstadt Nanjing, nachdem diese am 13. Dezember 1937 gefallen war. Es befindet sich in der südwestlichen Ecke des Stadtzentrums von Nanjing, bekannt als Jiangdongmen (江东门), in der Nähe eines Ortes, an dem Tausende von Leichen begraben wurden, genannt „Grube der zehntausend Menschen“ (vereinfachtes Chinesisch: 万人坑; traditionelles Chinesisch: 萬人坑; pinyin: wàn rén kēng).

### Nördliches Zentrum

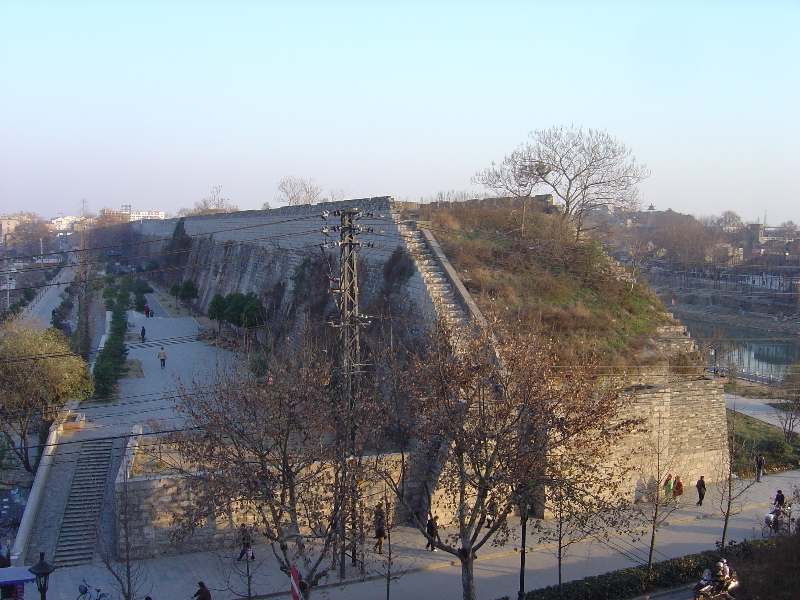
Stadtmauer der Mingzeit, Nanjing 2005

In der Stadtmitte befindet sich der Trommelturm (鼓樓 / 鼓楼,  Gǔlóu) von 1382. In der Nähe steht der Große Glockenpavillon (大鐘亭 / 大钟亭,  Dàzhōngtíng) aus dem 19. Jahrhundert, der einen im 17. Jh. eingestürzten Vorgängerbau ersetzt. Die 23 Tonnen schwere Glocke stammt aus der frühen Ming-Dynastie. Nordöstlich erstreckt sich der 395 ha große Xuanwu-See (玄武湖,  Xuánwǔ Hú – „Schwarze-Schildkröte-See“), der nach dem daoistischen Gottheit Xuanwu, auch als Gottheit des Norden (北帝,  Běidì – „Kaiser des Nordens“) bekannt, benannt wird. In der Zeit vor den Sechs Dynastien hieß der See ursprünglich „Sangpo“ (桑泊,  Sāng Pō – „See der Ruhe“). Lokal kennt man ihn auch als Beihu (北湖,  Běihú – „Nördlicher See“), da er im Norden des Yanque-Sees (燕雀湖,  Yānquè Hú – „Schwalben-See“) liegt. An seinem Ufer verlaufen Reste der Stadtmauer aus der Ming-Zeit; ursprünglich war sie 33 km lang, 12 m hoch und 8 m breit. Die fünf Seen des Insels Yingzhou (櫻洲 / 樱洲,  Yīngzhōu – „Kirschblüteninsel“), Liangzhou (梁洲,  Liángzhōu – „Balkeninsel“), Huanzhou (環洲 / 环洲,  Huánzhōu – „Ringinsel“), Lingzhou (菱洲,  Língzhōu – „Wassernussinsel“) und Cuizhou (翠洲,  Cuìzhōu – „Smaragdgrüner Insel“) sind untereinander durch Dämme und Brücken verbunden. Südlich davon befinden sich die meist kaum kniehohen Ruinen des einstigen Kaiserpalastes der Mingkaiser (明故宮 / 明故宫,  Mìng Gùgōng).

### Südliches Zentrum
Die südliche Altstadt beherrscht der weitläufige Konfuziustempel (夫子廟 / 夫子庙,  Fūzǐ Miào). Ursprünglich aus der Song-Dynastie stammend, musste er im Laufe der Jahrhunderte nach Zerstörungen mehrfach wieder aufgebaut werden, zuletzt nach der japanischen Besatzungszeit im Zweiten Weltkrieg. Heute wird die wenig authentisch wirkende Anlage vor allem für Ausstellungen und Konzerte genutzt. In der Nähe ist noch eine kaiserliche Examensanstalt mit mehreren Reihen originalgetreu erhaltenen Prüflingszellen erhalten. Ein Stück südwestlich berichtet ein Museum vom Taiping-Aufstand.
Am Südrand der Altstadt ist ein weiteres Stück historischer Stadtmauer mit dem Südtor zu sehen. Jenseits davon erstreckt sich die Blumenregenterrasse (雨花台,  Yǔhuā Tái), ein sanft geschwungener Hügel mit einigen historischen Bauten. Der Legende nach soll dort einst ein buddhistischer Mönch so eindrucksvoll gepredigt haben, dass Blumen vom Himmel fielen. Heute ragt dort ein steinernes Mahnmal in den Himmel, das an die von Chiang Kai-sheks Truppen 1927 an den Kommunisten verübten Massaker erinnern soll.
In der westlichen Innenstadt schließlich steht der Palast der Himmelsverehrung (朝天宮 / 朝天宫,  Cháotiān Gōng), der besterhaltene Konfuziustempel südlich des Yangzi. In seinen Anfängen reicht er bis ins 5. Jahrhundert zurück, als Fürst Helu von Wu dort zwei berühmte Schwerter schmieden ließ. In der Ming-Dynastie wurde der Bau zu einer Audienzhalle des Kaisers umgewidmet. Heute dient der Tempel als Museum.

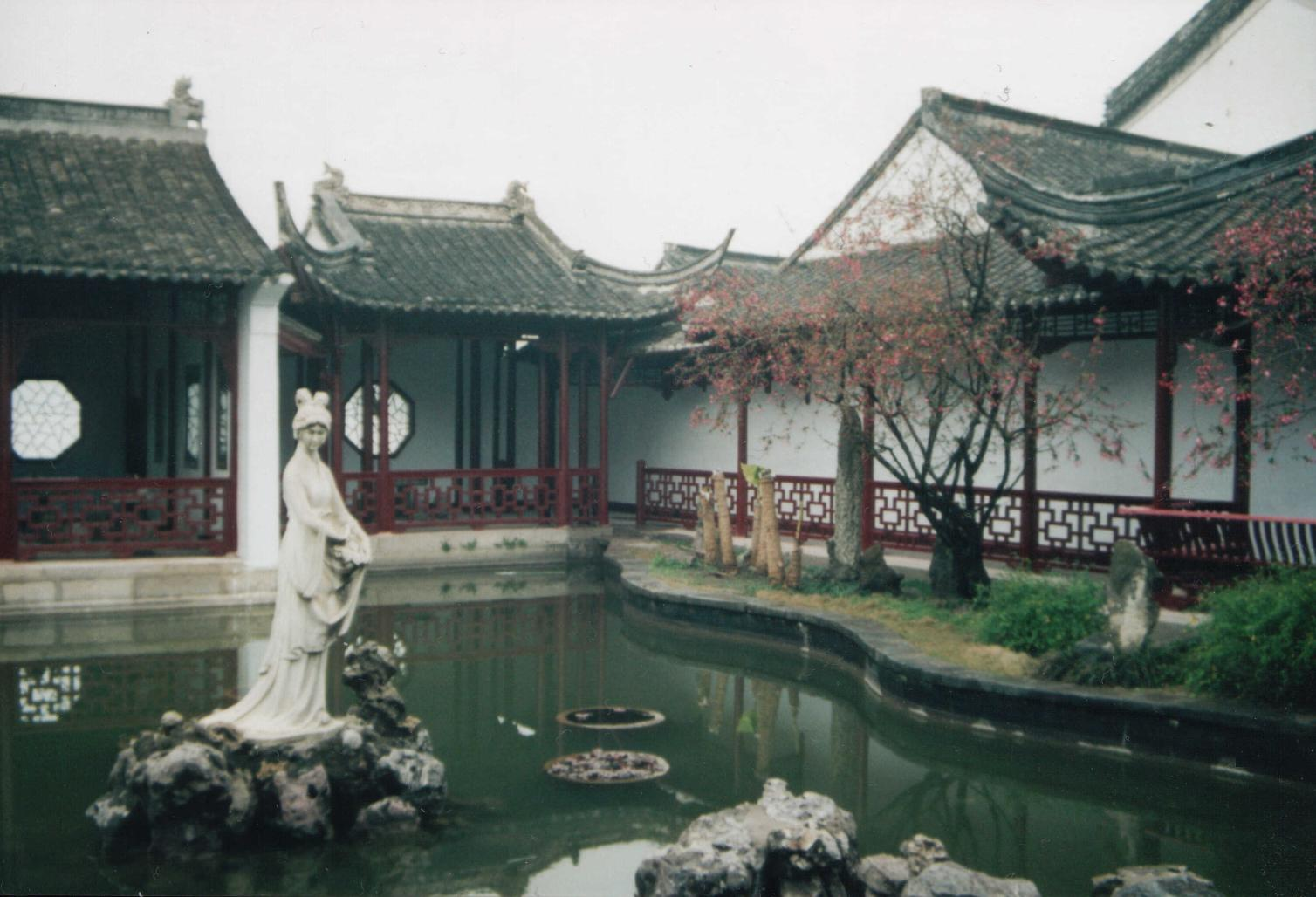
Mochouhu-Park, Nanjing 2001

Der nahebei gelegene idyllische Mochouhu-Park (莫愁湖公園 / 莫愁湖公园,  Mòchóuhú Gōngyuán) verdankt seinen Namen einer für ihre Gesangskunst berühmten Frau aus dem 5. Jahrhundert, die von ihrem zudringlichen Nachbarn in den Selbstmord durch Ertrinken getrieben wurde. Am Ufer des gleichnamigen Sees erinnert der Turm der verlorenen Schachpartie (勝棋樓 / 胜棋楼,  Shèngqí Lóu) an ein Spiel zwischen Kaiser Hongwu und seinem General Xu Da, bei dem Letzterer als Siegespreis den Park gewann.
Ein Stück westlich gemahnt eine Gedenkstätte (南京大屠殺紀念館 / 南京大屠杀纪念馆,  Nánjīng Dàtúshā Jìniànguǎn – „Das Nanjing-Massaker-Gedenkstätte“) mit einem kleinen Museum an das von den Japanern während des Zweiten Weltkriegs verübte Nanjing-Massaker, bei dem innerhalb weniger Wochen mindestens 200.000 Zivilisten und Kriegsgefangene ermordet und rund 20.000 Mädchen und Frauen vergewaltigt wurden.

### Yangzi

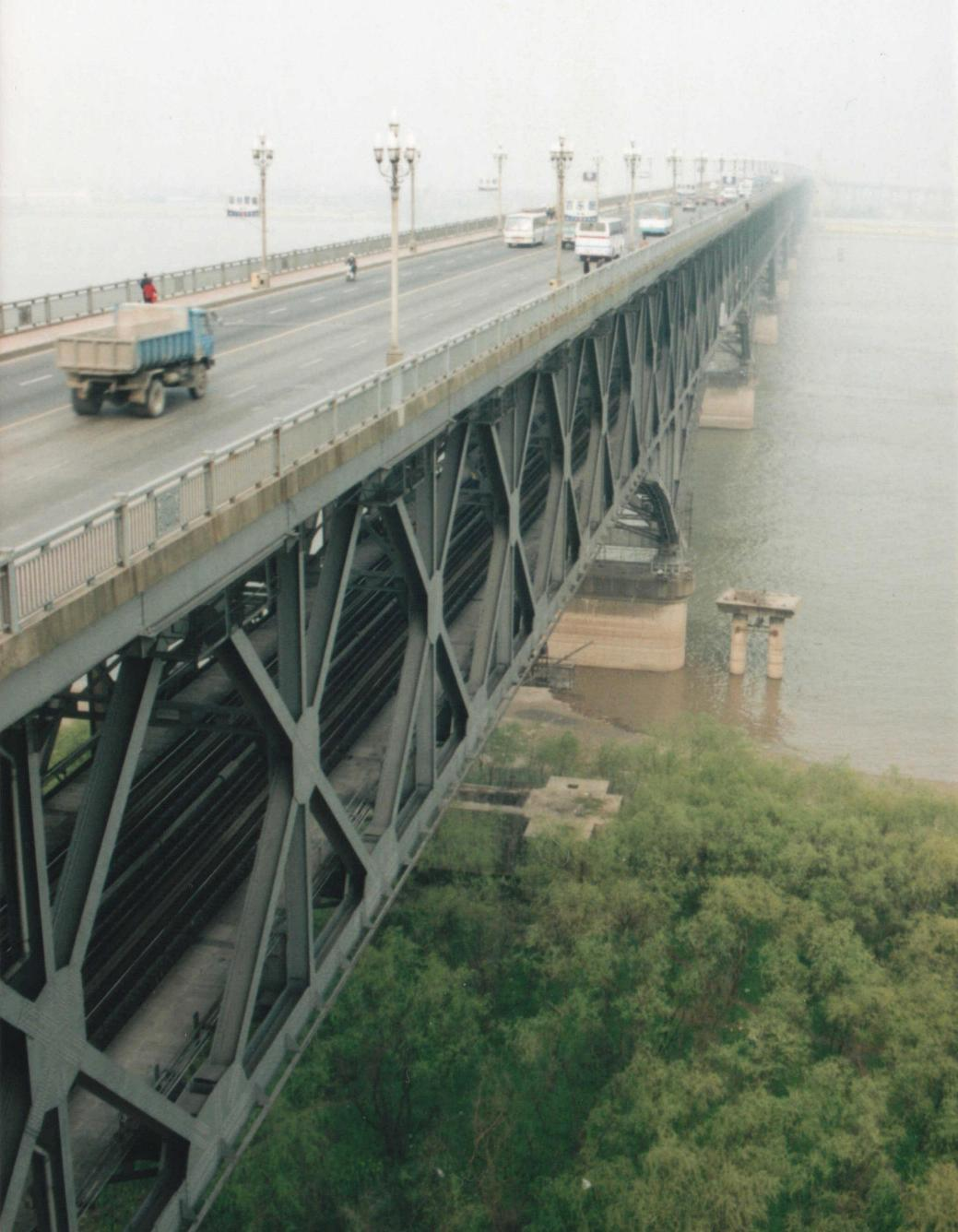
Nanjing-Jangtse-Brücke – Nordwestlicher Fahrtrichtung, 2001

Ming-Gräber – Hist. Aufnahme, Nanjing Ende des 19. Jh.

Die Nanjing-Jangtse-Brücke, eine im Nordwesten der Stadt den Jangtsekiang überspannende Auto- und Eisenbahnbrücke, zählt mit einer Gesamtlänge von 6.772 m zu den größten Brücken Asiens. Sie wurde 1960–1968 zum Stolz des chinesischen Volkes ganz ohne ausländische Hilfe erbaut. Ein Stück südlich erinnert ein kleines Museum an den 1842 geschlossenen Vertrag von Nanjing, der den Ersten Opiumkrieg beendete und für China ein Zeitalter halbkolonialer Abhängigkeit einläutete. Ein Stück flussabwärts erhebt sich am Ufer des Yangzi der Schwalbenfels mit einem Pavillon, der eine Tafel mit der Originalkalligraphie Kaiser Qianlongs enthält.

### Purpurberge
Im Osten der Stadt schließlich erstrecken sich die weitläufigen Purpurberge (紫金山,  Zǐjīn Shān). 392 Stufen führen zum pompösen, aus weißem Marmor erbauten Sun-Yat-sen-Mausoleum empor, in dem man des 1925 verstorbenen und 1929 hierher überführten Staatsgründers gedenkt. Ein Stück westlich liegt das Grab des ersten Ming-Kaisers Hongwu, der als einziger seiner Dynastie noch hier in Nanjing und nicht in der späteren Hauptstadt Peking begraben ist; nahebei befindet sich die „Geisterstraße“ mit Tierskulpturen. Der früher an dieser Stelle befindlichen buddhistischen Tempel des Geistertals (靈谷寺 / 灵谷寺,  Línggǔ Sì – „Seelen-Tal-Tempel“). wurde kurzerhand einige Kilometer nach Osten versetzt, wo er heute wieder besichtigt werden kann. Auf einer Hügelkuppe im Westen der Purpurberge erhebt sich schließlich das kaiserliche Observatorium mit historischen astronomischen Instrumenten.
Die Masten der Jangtsekiang-Freileitungskreuzung Nanjing sind die höchsten Betonmasten der Welt.

## Partnerstädte
Nanjing listet folgende 16 Partnerschaften mit ausländischen Städten oder Regionen:
| Stadt                   | Land                            | seit | Typ           |
| ----------------------- | ------------------------------- | ---- | ------------- |
| Bandar Seri Begawan     | Muara, Brunei                   |      | Partnerschaft |
| Barranquilla            | Atlántico, Kolumbien            | 2021 | Partnerschaft |
| Bloemfontein            | Vrystaat, Südafrika             |      | Partnerschaft |
| Daejeon                 | Südkorea                        | 1994 | Partnerschaft |
| Dietfurt an der Altmühl | Bayern, Deutschland             |      | Freundschaft  |
| Eindhoven               | Noord-Brabant, Niederlande      |      | Partnerschaft |
| Elsass                  | Grand Est, Frankreich           |      | Freundschaft  |
| Florenz                 | Toskana, Italien                |      | Partnerschaft |
| Hauts-de-Seine          | Île-de-France, Frankreich       |      | Freundschaft  |
| Houston                 | Texas, Vereinigte Staaten       |      | Freundschaft  |
| Leipzig                 | Sachsen, Deutschland            | 1988 | Partnerschaft |
| Limassol                | Zypern                          | 1992 | Partnerschaft |
| London                  | Ontario, Kanada                 | 1997 | Partnerschaft |
| Mahiljou                | Belarus                         | 2016 | Partnerschaft |
| Malakka                 | Malaysia                        | 2001 | Partnerschaft |
| Mexicali                | Baja California, Mexiko         | 1991 | Partnerschaft |
| Nagoya                  | Chūbu, Japan                    | 1978 | Partnerschaft |
| Perth                   | Australien                      | 1998 | Partnerschaft |
| St. Louis               | Missouri, Vereinigte Staaten    | 1979 | Partnerschaft |
| Windhoek                | Khomas, Namibia                 | 2015 | Partnerschaft |
| York                    | England, Vereinigtes Königreich | 2016 | Partnerschaft |

Der offizielle zwischenstaatliche Austausch zwischen Nanjing und Nagoya wurde seit Februar 2012 ausgesetzt.

## Persönlichkeiten
Söhne und Töchter der Stadt
- Li Houzhu (937–978), Dichter und der letzte Regent des südlichen Tang-Reiches
- Yongle (1360–1424), dritter Kaiser der Ming-Dynastie
- Kenneth Jinghwa Hsü (* 1929), Wissenschaftler und Geologe
- Tingye Li (1931–2012), chinesisch-US-amerikanischer Physiker
- Ho Kan (* 1932), Maler
- J. Stapleton Roy (* 1935), US-amerikanischer Diplomat
- Simon Sze (1936–2023), taiwanischer Elektroingenieur
- Tienchi Martin-Liao (* 1947), Autorin und Übersetzerin
- Mu-Ming Poo (* 1948), chinesisch-US-amerikanischer Neurowissenschaftler
- Zhang Xinxin (* 1953), Autorin
- Wang Anyi (* 1954), Schriftstellerin
- Fang Fang (* 1955), Schriftstellerin
- Luan Jujie (* 1958), kanadische Florettfechterin
- Wang Shuo (* 1958), Schriftsteller und Drehbuchautor
- Tian Gang (* 1958), Mathematiker
- Ren Rong (* 1960), deutscher Bildender Künstler der Postmoderne
- Xiang Zhang (* 1963), chinesisch-US-amerikanischer Physiker
- Yang Yang (* 1963), Badmintonspieler
- Zhang Yuan (* 1963), Regisseur
- Zhang Lijia (* 1964), Autorin und Journalistin
- Shen Jingdong (* 1965), Künstler
- Song Yang (* 1965), australische Badmintonspielerin
- Yi Jingqian (* 1974), Tennisspielerin
- Sun Jun (* 1975), Badmintonspieler
- Dai Yun (* 1977), Badmintonspielerin
- Zeng Shaoxuan (* 1981), Tennisspieler
- Zhao Ruirui (* 1981), Volleyballspielerin
- Wu Penggen (* 1982), Beachvolleyballspieler
- Bao Xian Fei (* 1983), niederländischer Wushu-Kämpfer
- Xiao Qin (* 1985), Turner
- Gong Maoxin (* 1987), Tennisspieler
- Ruan Lufei (* 1987), Schachspielerin
- Bai Yan (* 1989), Tennisspieler
- Shen Yang (* 1989), Schachspielerin
- Qi Guangpu (* 1990), Freestyle-Skier
- Xie Jing (* 1990), Badmintonspielerin
- Zhang Ze (* 1990), Tennisspieler
- Wu Lei (* 1991), Fußballspieler
- Qi Xuefei (* 1992), französische Badmintonspielerin
- Tang Jinhua (* 1992), Badmintonspielerin
- Huang Ying (* 1992), Beachvolleyballspielerin
- Gu Xiao (* 1993), Synchronschwimmerin
- Guo Li (* 1993), Synchronschwimmerin
- Wang Yafan (* 1994), Tennisspielerin
- Ning Yuqing (* 1994), Tennisspieler
- Liang Xiaoyu (* 1996), singapurische Badmintonspielerin
- Wang Ciyue (* 1999), Synchronschwimmerin